# 汉斯·鲍姆加特纳
汉斯·鲍姆加特纳（德語：Hans Baumgartner，1949年5月30日—），德国男子田径运动员。他曾代表西德参加1972年和1976年夏季奥林匹克运动会田径比赛，其中1972年奥运会获得一枚银牌。